# Prospalta semibrunnea
Prospalta semibrunnea är en fjärilsart som beskrevs av W. Warren 1915. Prospalta semibrunnea ingår i släktet Prospalta och familjen nattflyn. Inga underarter finns listade i Catalogue of Life.